# سنب
كان سنب مسؤولاً رفيع المستوى بالمحكمة في المملكة المصرية القديمة، حوالي عام 2520 قبل الميلاد. سنب قزم، كان شخصًا ذا أهمية وثروة كبيرة، امتلك آلاف الماشية، وكان يمتلك عشرين قصرًا ولقبًا دينيًا، وكان متزوجًا من كاهنة رفيعة المستوى متوسطة الحجم وأنجب منها ثلاثة أطفال. تشير مسيرته المهنية الناجحة وسخاء ترتيبات الدفن إلى القبول الممنوح للأقزام في المجتمع المصري القديم، الذين دعت نصوصهم إلى قبول وإدماج ذوي الإعاقات الجسدية.
يصور سنب مع زوجته وأطفاله في منحوتة مرسومة من قبره، أعيد اكتشافها عام 1926، وهذا مثال مشهور لفن الدولة القديمة. يُظهره جالسًا القرفصاء على كتلة من الحجر مع زوجته تعانقه وأطفاله الذين يقفون تحته حيث تكون أرجل شخص بالحجم الكامل في العادة. وبالتالي فإن تكوين المشهد يحقق تناسقًا متناغمًا. يصور سنب بشكل واقعي مع ملامح الوجه والأطراف المختصرة للفرد المصاب بالودانة، وهو شكل شائع من التقزم. تعطي اللوحات والمنحوتات في القبر ألقابه وتصور مشاهد مختلفة من حياته، مثل إجراء عمليات تفتيش على ممتلكاته وحمل رموز مكتبه.

## اكتشاف وموقع مقبرة سنب

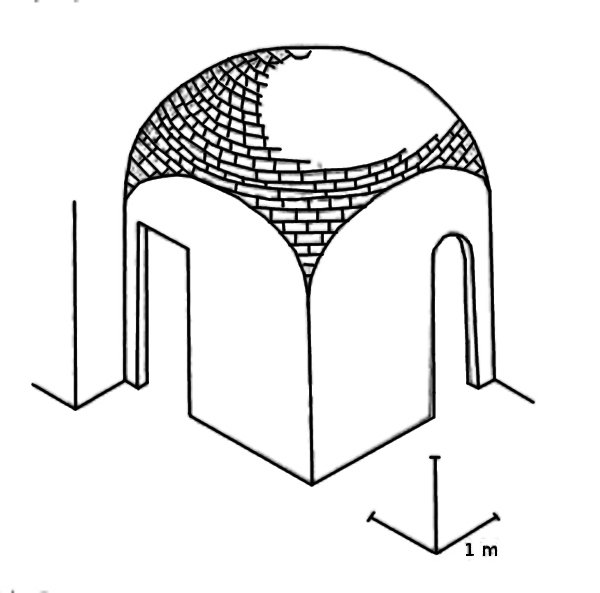
مدخل قبر سنب بسقف مقبب

دفن سنب في مصطبة - قبر مسطح من الطوب - يقع في الحقل الغربي لمقبرة الجيزة بالقرب من القاهرة الحديثة، حيث تم بناء مجمع كبير من المقابر الملكية المصرية القديمة والمباني الجنائزية، بما في ذلك الهرم الأكبر. أعاد عالم الآثار الألماني هيرمان يونكر اكتشافها في عام 1926. وتقع المقبرة بالقرب من قبر آخر، بيرنيانو، وهو أحد رجال البلاط الملكي رفيعي المستوى الذي قد يكون والد سنب. كان تاريخه غير مؤكد منذ فترة طويلة ولكنه الآن يُنسب بقوة إلى عهد دجيدف رع (2528-2520 قبل الميلاد). يظهر اسم زوجته أيضًا في المقبرة القريبة للمسؤول، عنخ إب، مما يشير إلى أن عائلات سنب، وبرنيانخو، وعنخ إب ربما كانت مرتبطة ببعضها البعض. يبدو أن سنيب دُفن مع زوجته، لكن لم يبقَ أثر للجثث، ونُهِبت المقبرة منذ زمن بعيد، مثل معظم المقابر الأخرى في الجيزة. كانت واحدة من أولى المحاولات المعروفة لبناء قبة سقف فوق حجرة مربعة، حيث ترتكز القبة على حجارة بارزة في زوايا الغرفة.

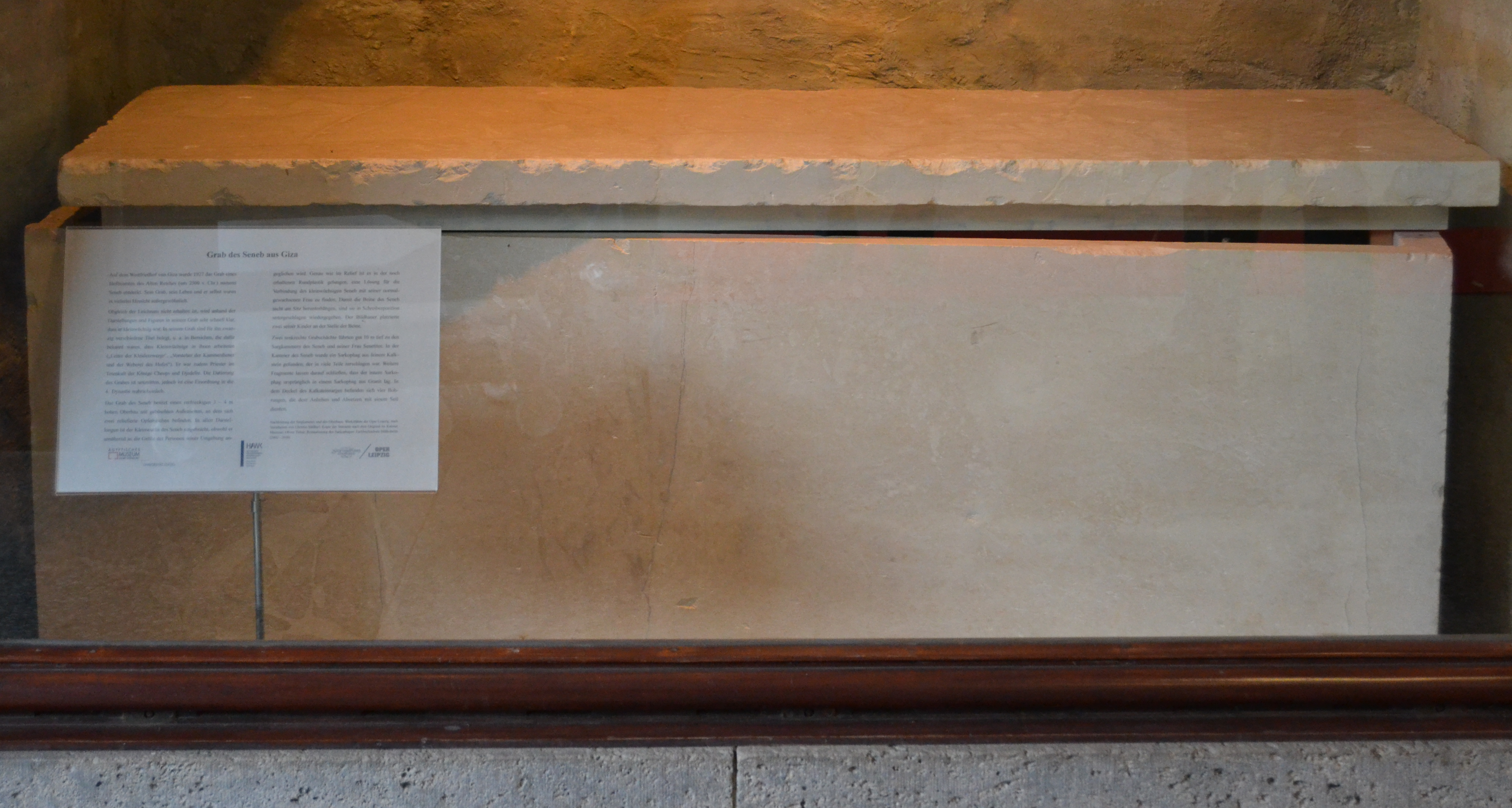
تابوت سنب

يحتوي الجزء الداخلي المستطيل من مصطبة سنيب على كواتين عبادة بباب مزيف وتجاويف تحتوي على صناديق حجرية. تم العثور على ثلاثة تماثيل داخل الصناديق - تمثال من الحجر الجيري الملون لسنب وعائلته وتمثالان آخران من الخشب والجرانيت. تحللت القطعة الخشبية عندما تم اكتشافها ولكن يونكر سجل ارتفاعها حوالي 30 سم (12 بوصة) وصورت سنب واقفًا مع عصا المشي في يدها والصولجان في اليد الأخرى. بقايا التمثال الخشبي موجودة الآن في متحف رومر-بيليزيوس بألمانيا، في حالة مجزأة للغاية؛ لا يزال من الممكن عمل مخطط شعر مستعار مجعد، وكذلك وضع الذراع اليسرى، التي تم إمساكها للأمام عند الكوع. تابوت سنب الذي يبلغ وزنه 1.5 طن هو جزء من مجموعة المتحف المصري بجامعة لايبتزغ.

## تمثال لسنب وعائلته
يعد تمثال سنب وعائلته من الحجر الجيري جزءًا من مجموعة المتحف المصري في القاهرة. يصور سنب وزوجته جالسين بجانب بعضهما البعض مع أطفالهما في السجل السفلي. يصور سنيب جالسًا القرفصاء على كتلة من الحجر وذراعيه مطويتان في وضع يميز الكاتب. تجلس زوجته سينيتيتس بجانبه، مرتدية رداء طويل بأكمام طويلة وشعر مستعار يغطي شعرها الطبيعي، يمكن أن تلمح على جبهتها. تطوقه بذراعيها في لفتة من المودة والدعم. تظهر بابتسامة خفيفة على وجهها للدلالة على رضائها وسعادتها.
يقف اثنان من أبناء الزوجين، صبي وفتاة، أسفل سنب حيث ستكون أرجل شخص عادي. وقد صوروا عراة مع وضع أصابع السبابة في أفواههم وخصلة من الشعر تتساقط على جانب واحد من رؤوسهم، مما يشير إلى أنهم كانوا دون سن البلوغ، عندما كان الأطفال المصريون يخضعون لقص شعر «بالغ». يظهر على سنب وابنه لون بشرة أغمق من لون زوجته وابنته. كان هذا تقليدًا فنيًا قياسيًا يستخدم للإشارة إلى الجنس والمكانة، مما يعكس حقيقة أن الإناث ذوات الرتب العالية سيبقين في الداخل ويحتفظن بلون بشرته الفاتح بينما يكتسب الرجال بشرة داكنة من الشمس المصرية الحارقة. تم تسجيل أسماء ثلاثة أطفال، على الرغم من عدم تصوير الطفل الثالث على التمثال - لأسباب تتعلق بالتناسق على الأرجح. تم تسميتهم على اسم سادة سنب الملكيين. أُطلق على ابنه اسم رع جديف-عنخ («تعيش مي رع جديف»)، وكانت ابنته الكبرى أويب خوفو («سعيد خوفو») وابنته الصغرى سميرت رجاجيدف («رفيقة رع جديف»). تم تصويرهم بنسب عادية، مما يوحي بأنهم لم يرثوا حالة والدهم.
يضمن الترتيب التكعيبي تقريبًا للنحت بذكاء أن يحتفظ التكوين العام بتوازن متناغم. تم تفتيحه بواسطة الفنان بالاستغناء عن لوح خلفي ودمج مساحة سالبة في القطعة. من خلال وضع الأطفال في مكان ساقي سنب، يضيف الفنان إلى حس التناسق. إنه يخلق نفس الانطباع الذي كان يمكن أن يتركه شخص جالس عادي، مع الحفاظ على مظهر طبيعي دون إخفاء بنية سنب غير العادية. وردت أسماء العائلة وألقابها في نقوش موضوعة على جانبي الأطفال وعلى الوجه الأفقي للقاعدة.
تُصوَّر قزامة سنيب بشكل واقعي في التمثال. يصوره برأس كبير ولكن بأذرع صغيرة ورجلين. ربما يشير هذا إلى أنه مصاب بالودانة، وهو شكل شائع من التقزم يؤثر بشدة على الأجزاء الأسرع نموًا في الجسم - وخاصة عظم الفخذ والعضد، اللذين يصبحان قصيرًا وقرفصاء - ويؤثران على الساعدين والساقين. كما أنه يؤثر على الرأس، وينتج عنه جمجمة كبيرة نسبيًا مع جبهته منتفخة وغالبًا ما يكون جسر أنف منخفض. التشخيص البديل هو خلل الحركة - وهي حالة ينتج عنها قصور في الذراعين والساقين. يتم تصوير زوجة سنيب على أنها أقل واقعية بكثير. كان تصويرها من قطعة مع صور معاصرة أخرى لنساء مصريات رفيعات المستوى.

## الدور والموقع

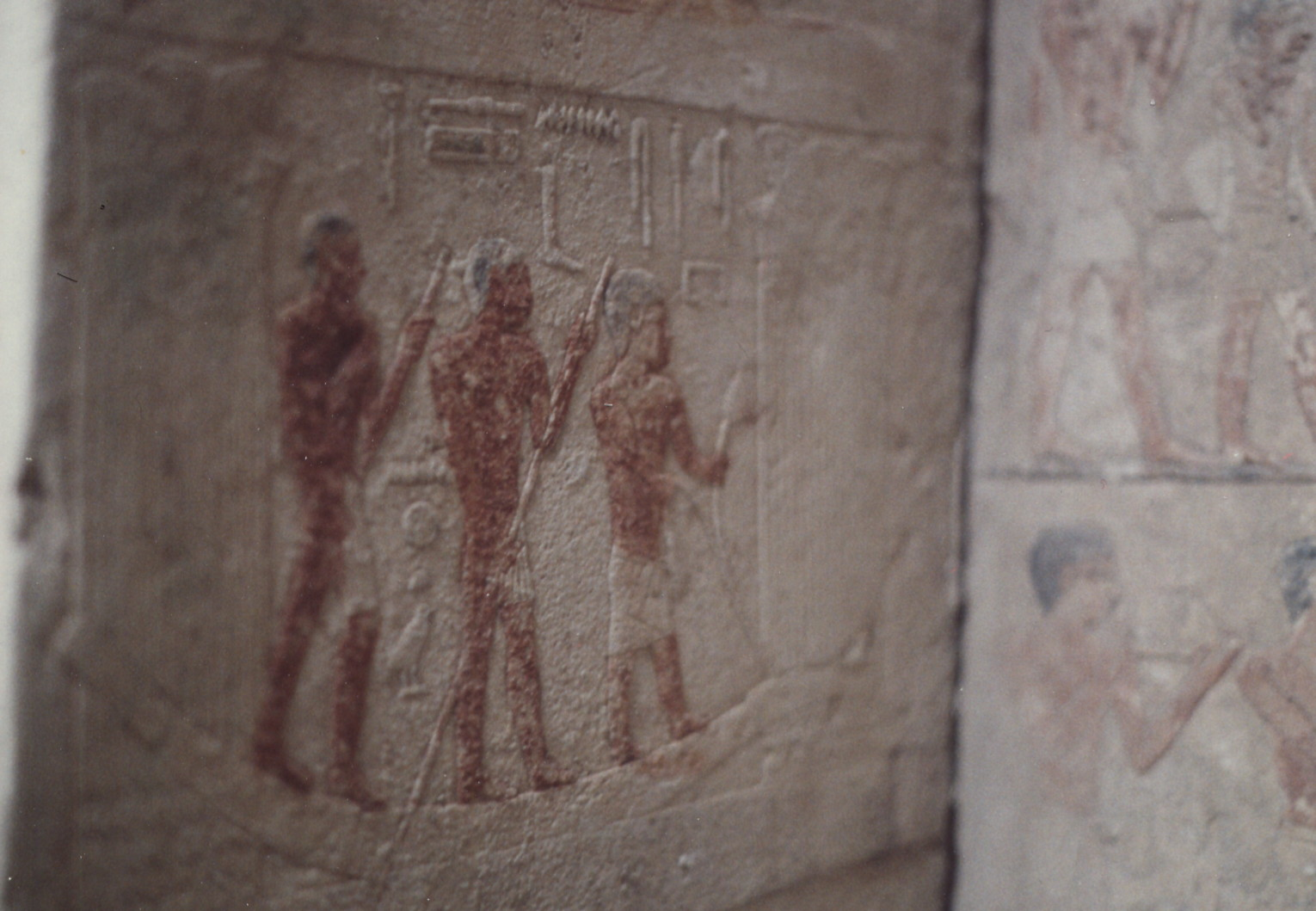
سنب في قارب مشهد من باب سنب الوهمي

اسم سنب يعني «بصحة جيدة» - ربما أعطته والدته رغبة في البقاء على قيد الحياة عندما كان رضيعًا. العديد من المصريين لديهم أسماء متشابهة، ليس للإشارة إلى غياب المرض ولكن لإيصال رسالة إيجابية من الصحة والحيوية.
لم يكن يُنظر إلى التقزم على أنه عيب في مصر القديمة، على عكس العديد من الثقافات الأخرى. نصحت النصوص المصرية بقبول من يعانون من إعاقات جسدية أو عقلية، وكان هناك معبودان قزمان، بس وبتاح. اكتسب عدد من الأقزام أدوارًا مرموقة ودفنوا فخمًا بالقرب من أسيادهم الملكيين. تم توثيق مسيرة سنب المهنية على بابه الزائف وقواعد تماثيله، والتي تسجل عشرين لقبًا بما في ذلك «محبوب الرب [الملك]»، «مشرف النسيج في القصر»، «مشرف الأقزام» (يشير على الأرجح إلى أن هناك آخرين في القصر)، «مشرف على طاقم سفينة» (في إشارة إلى قارب احتفالي أو عبادة)، «مشرف على jwḥw» (ربما يشير إلى عطاءات الحيوانات)، و «حارس لختم الله لسفينة Wn-ḥr-b3w»(في إشارة إلى لحاء البردى المستخدم في بعض المهرجانات). تشير ألقابه إلى أنه ربما يكون قد بدأ حياته المهنية كمسؤول مسؤول عن الكتان الملكي وربما أيضًا حيوانات أليفة، وهو الدور الذي من المعروف أن الأقزام الآخرين قد خدموا فيه، ثم حصلوا بعد ذلك على مناصب رفيعة المستوى مسؤولة عن القوارب الملكية أو العبادة. بدلاً من ذلك، كان من الممكن أن يكون قد ولد في عائلة رفيعة المستوى ومنح الأدوار المناسبة لرتبة ولادته. كما أجرى سنيب شعائر دينية في دوره المزدوج ككاهن. ولقب «كاهن وادجيت»، كاهن «الثور الكبير الذي على رأس Sṯpt» والثور مروو. وشارك في مراسم تشييع جنازة الملك خوفو، وخليفته دجيدف رع. كانت زوجته سينيتيس، وهي امرأة ذات قوام طبيعي، كاهنة أيضًا، تخدم الإلهة حتحور ونيت.
تشير نقوش قبر سنب والباب المزيف لقبره إلى ثروته وقوته. يوصف سنب بأنه صاحب عدة آلاف من الماشية ويظهر في مشاهد مختلفة من الحياة المنزلية - حملها في القمامة أو الإبحار في قارب في دلتا النيل أو استقبال أطفاله. يُظهر الباب المزيف أن سينب يقوم بالأنشطة المعتادة لمحكمة رفيعة المستوى مثل فحص الكتان والماشية وتلقي الحسابات والإشراف على خدميه. يظهر في الصورة مرتدياً قنطراً ورداءً كهنوتياً من جلد النمر، ويحمل رموز مكتبه مثل صولجان وعصا. يظهر في إحدى النقوش البارزة أنه برفقة كلبين أليفين، كُتبت كل واحدة منهما باسم. تم تصويره باستخدام أشياء من الواضح أنها مصنوعة خصيصًا من الأثاث، مثل المقاعد المنخفضة والقمامة المصممة خصيصًا مع أسفل الظهر وألواح جانبية كبيرة لإخفاء ساقيه.
كما هو الحال مع التمثال، تطلب حجم سنب من خالق النقوش القيام ببعض الاختيارات الفنية غير العادية. تم الحفاظ على التقليد القياسي لتصوير مكانة أعلى من خلال الحجم المادي من خلال تصوير سنب على أنه أكبر من خدامه، على الرغم من أن هذا كان عكس الوضع الذي كان موجودًا بالفعل. من ناحية أخرى، لا يزال يظهر بالخصائص الفيزيائية للقزم. بشكل غير عادي لمثل هذا النقش، لم تظهر زوجته في الصورة بجانبه ولكنها تظهر بشكل منفصل. ربما تم القيام بذلك لتجنب التعقيدات التي كانت ستنشأ من الحاجة إلى تصوير الأحجام النسبية للزوجين بشكل واقعي بينما لا يزال يصور سنب على أنه الحزب الأكبر، كما كان من الممكن أن تمليه الاتفاقية. لم يظهر سنب أيضًا وهو يقوم بأنشطة ذكورية نموذجية مثل الصيد، والتي من المفترض أنها كانت غير عملية بالنسبة لشخص في مكانته، على الرغم من أن إحدى النقوش تظهره وهو يسحب قصب البردى لتوجيه قاربه عبر مستنقعات دلتا النيل.